# Baie d'Alofi
La baie d'Alofi se situe sur la côte ouest de Niue, un état insulaire d'Océanie. Elle abrite la ville d'Alofi, capitale du pays.
La baie est proche de l'unique point de passage dans la barrière de corail qui entoure Niue. Des bateaux peuvent accoster à Alofi en passant par la baie.